# ブレイン (企業)
株式会社ブレイン（Brain Corporation）は兵庫県西脇市鹿野町に本社を置く、画像認識・AI・業務システム開発会社。

## 沿革
- 1982年 ‐ コンピューターハウス　ブレイン創業
- 1985年 ‐ 株式会社に組織変更
- 1991年 ‐ 新社屋竣工
- 2000年 ‐ 資本金5,000万円に増資
- 2019年 ‐ 東京営業所　開設
- 2021年 ‐ 本社研究棟　増設[1]

## 受賞歴
- 1993年 - テキスタイルCAD　PACIFIC GRAPHICS’93 入選
- 2009年 - 「クラッシュ加工織物デザインシステム」第21回 中小企業優秀新技術・新製品賞 奨励賞受賞
- 2010年 - 「BakeryScan」自動認識システム大賞 優秀賞 （日本自動認識システム協会）
- 2013年 - 「BakeryScan」第25回 中小企業優秀新技術・新製品賞 奨励賞受賞
- 2014年 - 「BakeryScan」近畿経済産業局 関西ものづくり新撰2014選定、兵庫県 ひょうごNo.1ものづくり大賞受賞
- 2015年 - 「BakeryScan」グッドデザイン・ものづくりデザイン賞（日本デザイン振興会）、「BakeryScan」ものづくり日本大賞優秀賞（経済産業省）
- 2016年 - はばたく中小企業･小規模事業者300社 選定
- 2020年 - 「地域未来企業」選定（経済産業省）[2]